# Nevenka Fernández brise le silence
Pour les articles homonymes, voir Nevenka et Fernández.
Nevenka Fernández brise le silence (titre original en espagnol : Nevenka) est une série télévisée documentaire espagnole, réalisée par Maribel Sánchez-Maroto, sortie en mars 2021 sur le réseau Netflix.

## Synopsis
La série, réalisée par la documentariste Maribel Sánchez-Maroto, présente l'affaire de harcèlement sexuel dont est victime l'économiste Nevenka Fernández, adjointe d'Ismael Álvarez, maire de la ville de Ponferrada, membre du Parti populaire.

## Présentation
Diffusée vingt ans après les faits, cette série est considérée comme pionnière dans le domaine de la reconnaissance du harcèlement sexuel en politique, spécialement dans le contexte du mouvement MeToo,.
Elle comprend trois épisodes, depuis l'histoire vécue par la victime Nevenka Fernández jusqu'à la condamnation par la justice espagnole d'Ismael Álvarez,.

## Témoins apparaissant dans la série
- Nevenka Fernández, femme politique, protagoniste des événements ;
- Ana Gaitero, journaliste ;
- Juan José Millás, écrivain[6] ;
- Rosario Velasco, femme politique et médecin.

## Fiche technique
- Titre : Nevenka
- Scénario : Maribel Sánchez-Maroto
- Réalisation : Maribel Sánchez-Maroto

## Épisodes
1. Épisode 1 : La jeune Nevenka Fernández fait ses débuts à la mairie de Ponferrada. Commence alors un harcèlement de la part du maire de la ville, Ismael Álvarez.
2. Épisode 2 : Nevenka Fernández, harcelée, fuit à Madrid et porte plainte contre Ismael Álvarez.
3. Épisode 3 : Le procès d'Ismael Álvarez, premier du genre en Espagne, a lieu et débouche sur sa condamnation.